# Beplate maliënkolder

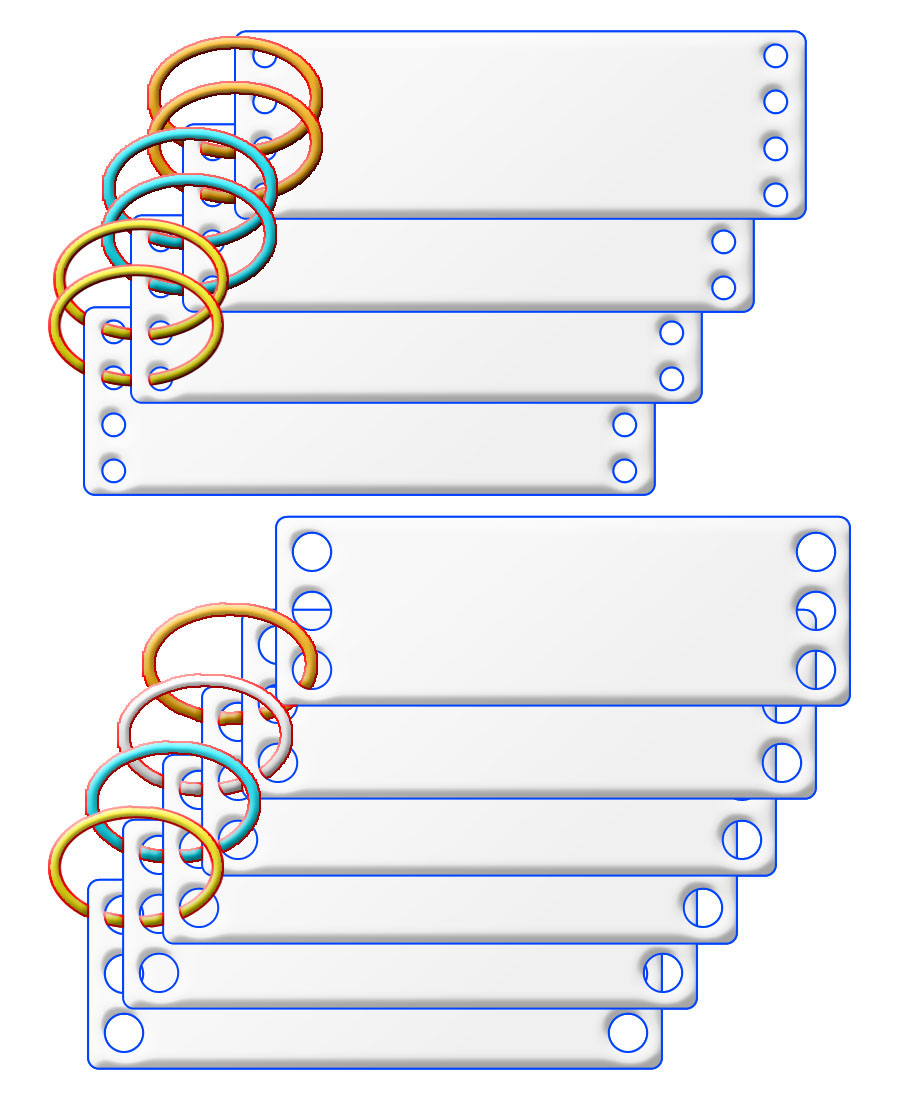
Bechter

Beplate maliënkolders zijn maliënkolders waarin metalen platen verwerkt zijn. De platen kunnen op verschillende manieren in het maliënkolder bevestigd zijn. Beplate maliëkolders zijn in verschillende plaatsen gebruikt, waaronder: het Midden-Oosten, Japan, China, Korea, India, Perzië, Oost-Europa, Rusland en door de Moren.

## Typen
Er zijn drie vormen van beplate maliënkolders die in Rusland gebruikt werden, maar komen van oorsprong uit Perzië.
- Bechterets (Russisch: Бехтерец), behter of bechter - horizontale platen die met ringen in verticale rijen zijn bevestigd.
- Joesjman (Russisch: Юшман) of jawshan - Lange horizontale platen verwerkt in het maliënkolder. Het vertoont gelijkenis met de Romeinse lorica segmentata.
- Kalantar (Russisch: Калантарь) - Vierkante platen verwerkt in het maliënkolder.

In Japan had men de karuta (Japans: カルタ金, "karuta-gane"), het was een licht type tatami. Karuta bestaat net als kalantar uit vierkante platen, maar in kalantar werd geen stof verwerkt, wat bij karuta wel is. In Korea was er een soortgelijke maliënkolder genaamd gyeongbeongap (Koreaans: 경번갑; Chinees 鏡幡甲).
In het Mogolrijk was er een type beplate maliënkolder genaamd zirah baktar, ook wel als zirah bagtar geschreven.

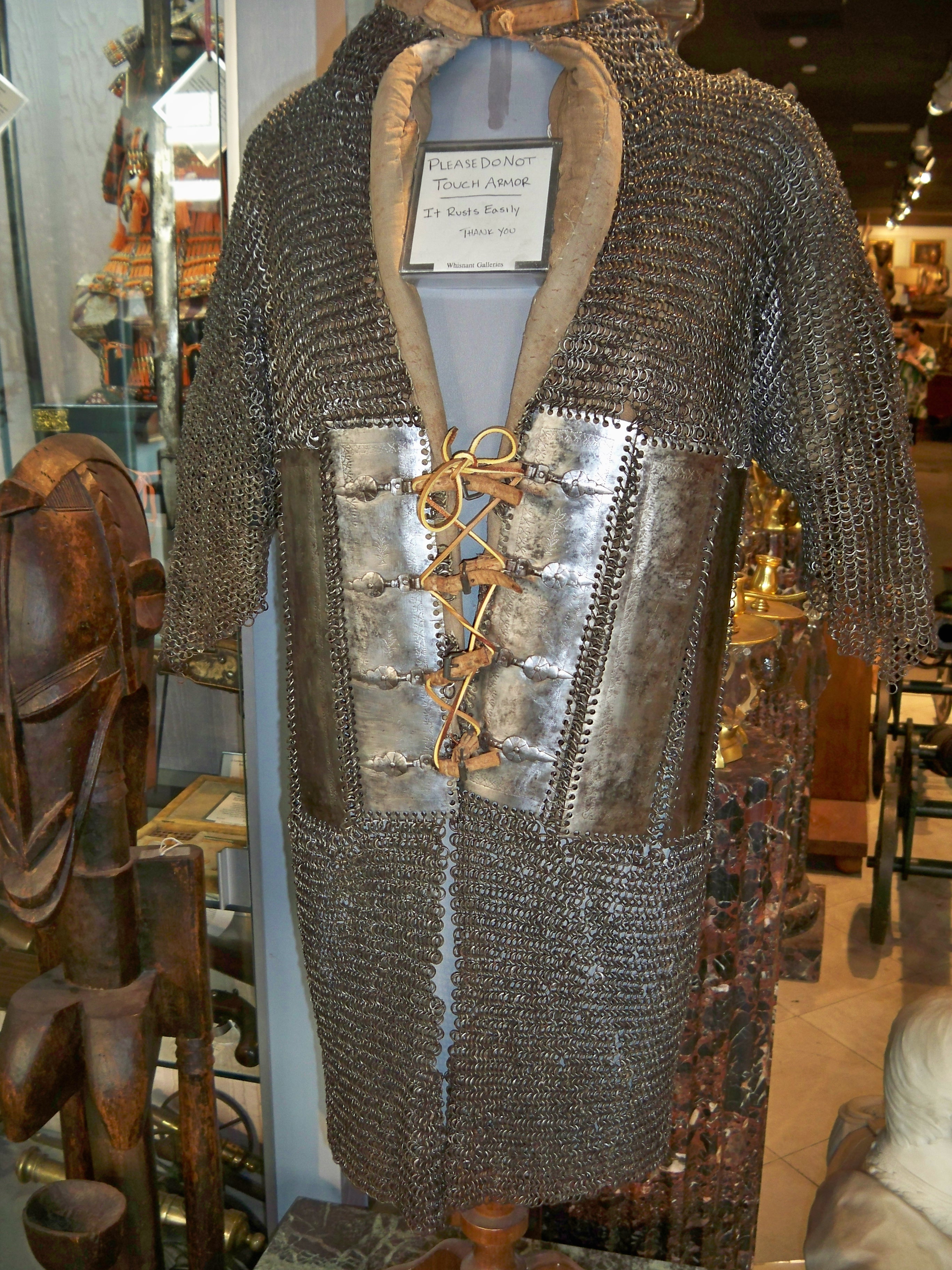
zirah baktar
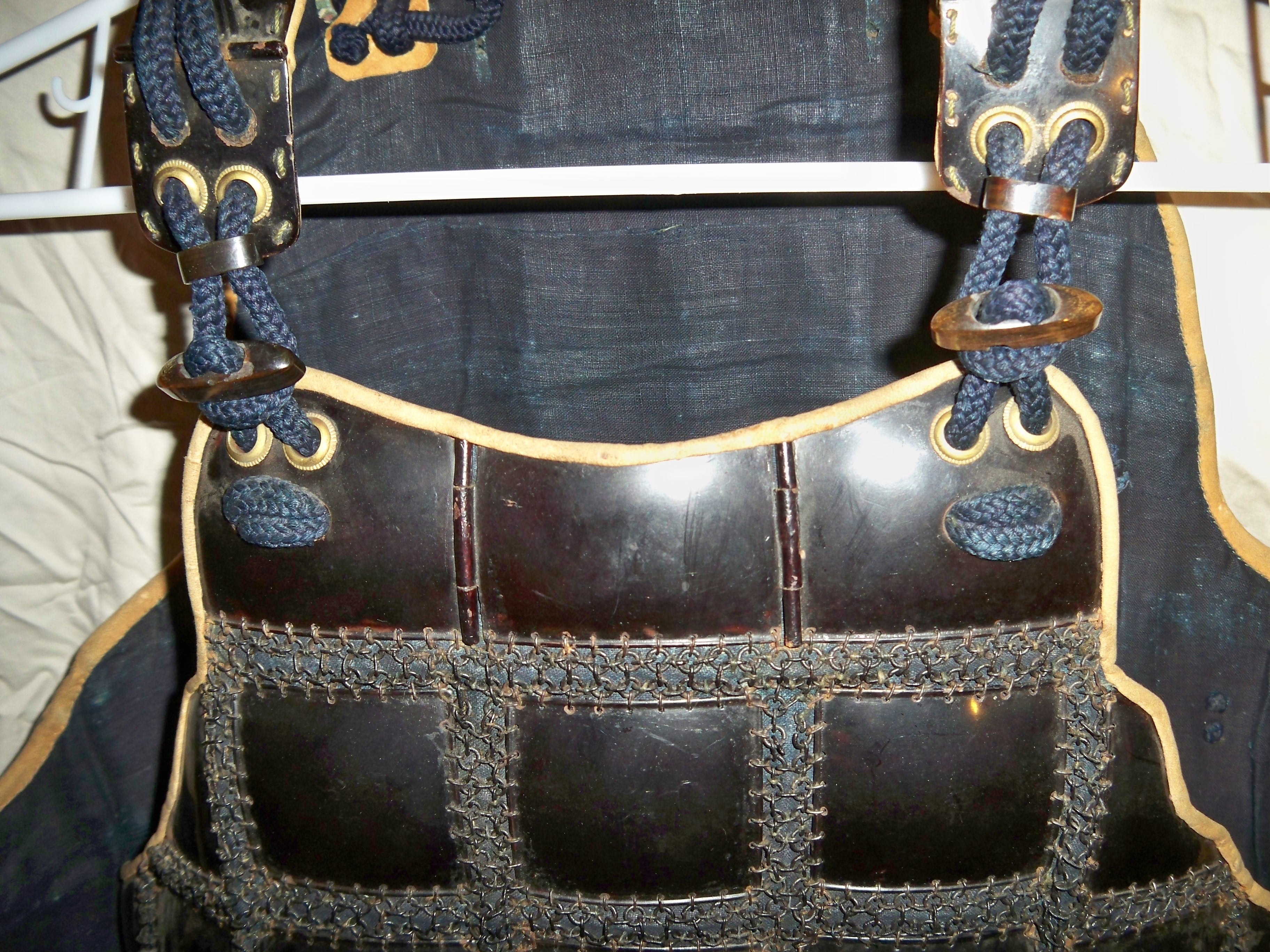
karuta